# Sociedade Real Entomológica Belga
A Sociedade Real Entomológica Belga é uma sociedade científica com sede em Bruxelas na Bélgica, dedicada à entomologia, o estudo dos insectos.
Foi fundada a 9 de Abril de 1855. A sociedade edita diversas publicações como o Bulletin, o Belgian Journal of Entomology e Mémoires.
O seu primeiro presidente foi Edmond de Sélys Longchamps (1813-1900).